# Macrotyloma coddii
Macrotyloma coddii är en ärtväxtart som beskrevs av Bernard Verdcourt. Macrotyloma coddii ingår i släktet Macrotyloma och familjen ärtväxter. Inga underarter finns listade i Catalogue of Life.